# Vexillum geoffreyanum
Vexillum geoffreyanum is een slakkensoort uit de familie van de Costellariidae. De wetenschappelijke naam van de soort is voor het eerst geldig gepubliceerd in 1910 door Melvill.